# ГЕС Центр-Гілл
ГЕС Центр-Хілл – гідроелектростанція у штаті Теннессі (Сполучені Штати Америки). Використовує ресурс із річки Caney Fork, лівої притоки Камберленд, котра в свою чергу є лівою притокою річки Огайо (впадає ліворуч до Міссісіпі).
Будівництво греблі почалось у 1942 році, проте в зв’язку із Другою Світовою війною було призупинене на період з березня 1943-го по січень 1946-го. У підсумку цю споруду завершили в 1949-му, а запуск гідроагрегатів ГЕС припав на 1950-1951 роки. 
В межах проекту річку перекрили комбінованою греблею висотою 76 метрів та довжиною 658 метрів, Вона включає розташовану праворуч бетонну гравітаційну ділянку та прилягаючу до лівого берегу земляну частину, котрі потребували відповідно 760 тис м3 бетону та 1,9 млн м3 породи. Крім того, на правобережжі для закриття сідловини звели допоміжну земляну греблю висотою 38 метрів та довжиною 244 метри.
Разом названі вище споруди утримують витягнуте по долині річки на 103 км водосховище з площею поверхні 73,7 км2 (під час повені до 93,3 км2) та об’ємом 2,58 млрд м3 (в т.ч. 0,94 млрд м3 зарезервовані для протиповеневих заходів). У ньому може відбуватись коливання рівня в операційному режимі між позначками 188 та 198 метрів НРМ, а під час повені останній показник зростає до 209 метрів НРМ.
Пригреблевий машинний зал обладнали трьома турбінами типу Френсіс потужністю по 45 МВт, які працюють при напорі у 49 метрів.
У середині 2010-х розпочали проект збільшення потужності турбін до 52 МВт.